# Hemicrinus
Hemicrinus is een geslacht van uitgestorven zeelelies die leefden van het Laat-Jura tot het Vroeg-Krijt.

## Beschrijving
Deze compacte en gedrongen zeelelies hadden een lepelvormige kelk, met onder een rechte hoek ingeplante armen. Het steelachtige uiteinde kreeg eigenlijk vorm door middel van de zich rechtstreeks aan de ondergrond hechtende, verder uitgegroeide kalkplaten van de kelk. De normale kelkdiameter bedroeg ongeveer 8 mm.

## Leefwijze
Dit geslacht bewoonde ondiepe, woelige wateren en zat aan rolstenen verankerd met een wortelvormige structuur.